# Panimerus maynei
Panimerus maynei är en tvåvingeart som först beskrevs av Tonnoir 1919.  Panimerus maynei ingår i släktet Panimerus och familjen fjärilsmyggor. Inga underarter finns listade i Catalogue of Life.